# Ле-Ларден-Сен-Лазар
Ле-Ларде́н-Сен-Лаза́р (фр. Le Lardin-Saint-Lazare) — коммуна во Франции, находится в регионе Аквитания. Департамент — Дордонь. Входит в состав кантона От-Перигор-Нуар. Округ коммуны — Сарла-ла-Канеда.
Код INSEE коммуны — 24229.

## География

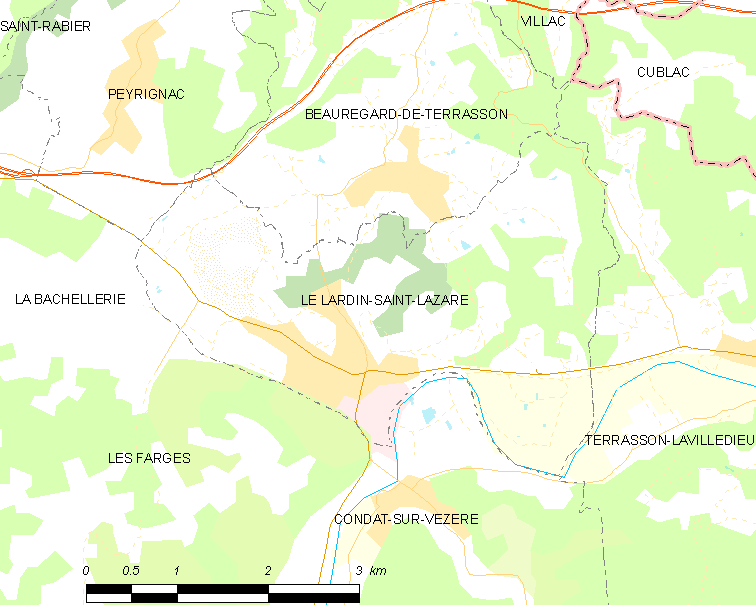
Карта коммуны

Коммуна расположена приблизительно в 430 км к югу от Парижа, в 150 км восточнее Бордо, в 45 км к востоку от Перигё.
По территории коммуны протекают реки Везер, Эль и Серн.

### Климат
Климат умеренный океанический со средним уровнем осадков, которые выпадают преимущественно зимой. Лето здесь долгое и тёплое, однако также довольно влажное, здесь не бывает регулярных периодов летней засухи. Средняя температура января — 5 °C, июля — 18 °C. Изредка вследствие стечения неблагоприятных погодных условий может наблюдаться непродолжительная засуха или случаются поздние заморозки. Климат меняется очень часто, как в течение сезона, так и год от года.

## Население
Население коммуны на 2010 год составляло 1907 человек.
| 1962 | 1968 | 1975 | 1982 | 1990 | 1999 | 2010 |
| ---- | ---- | ---- | ---- | ---- | ---- | ---- |
| 1160 | 1761 | 1982 | 2037 | 2047 | 1854 | 1907 |

## Администрация
| Период | Период | Фамилия        | Партия       | Примечания             |
| ------ | ------ | -------------- | ------------ | ---------------------- |
| 1980   | 2010   | Жан-Поль Гарде | беспартийный | ремесленник, пенсионер |
| 2010   | 2014   | Реймон Бюше    |              |                        |
| 2014   | 2020   | Лоран Делаж    |              |                        |

## Экономика
В 2010 году среди 1168 человек трудоспособного возраста (15-64 лет) 814 были экономически активными, 354 — неактивными (показатель активности — 69,7 %, в 1999 году было 66,1 %). Из 814 активных жителей работали 689 человек (379 мужчин и 310 женщин), безработных было 125 (61 мужчина и 64 женщины). Среди 354 неактивных 86 человек были учениками или студентами, 141 — пенсионерами, 127 были неактивными по другим причинам.

## Достопримечательности
- Замок Перо (1688 год). Исторический памятник с 1948 года[5]

## Фотогалерея

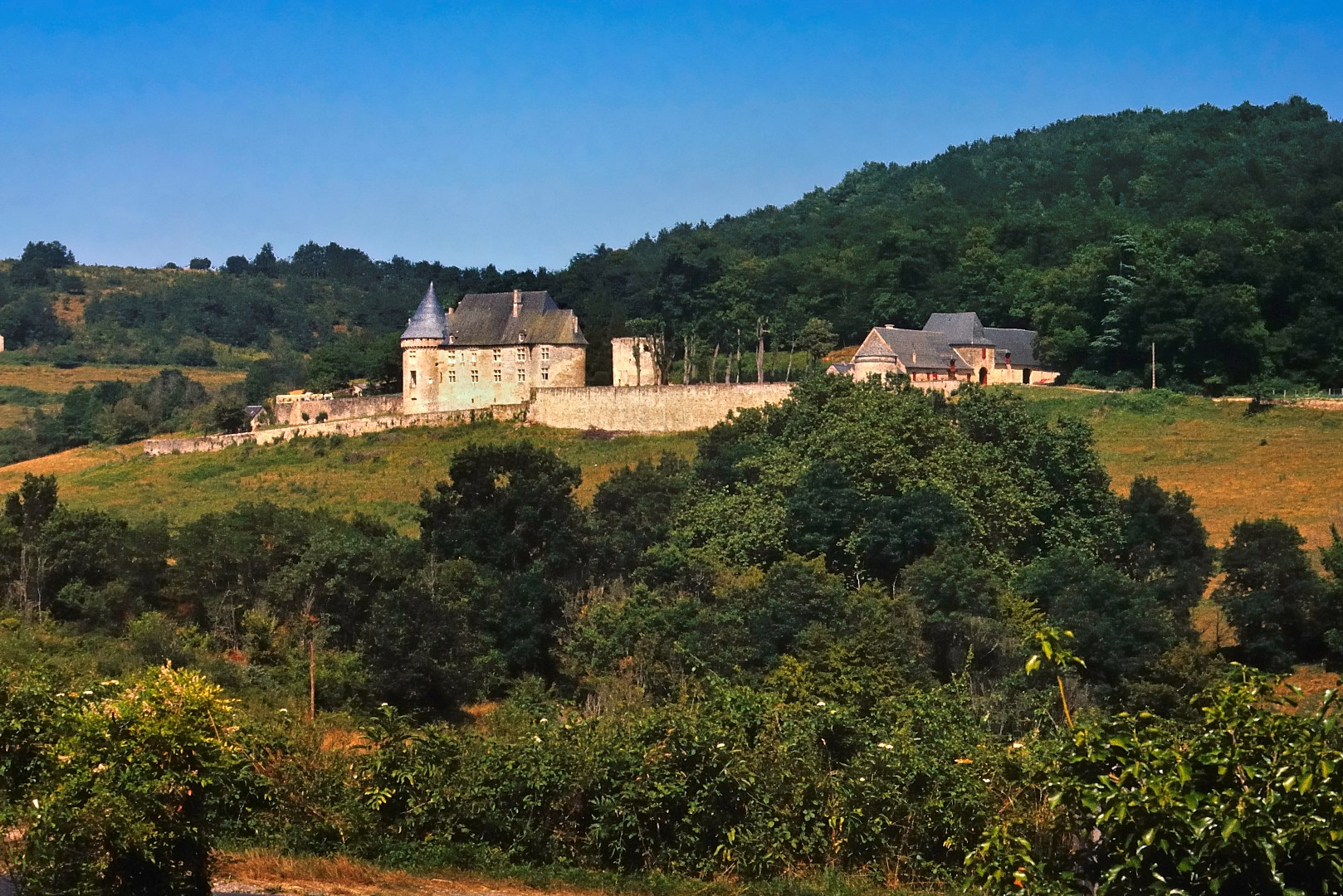
Замок Перо
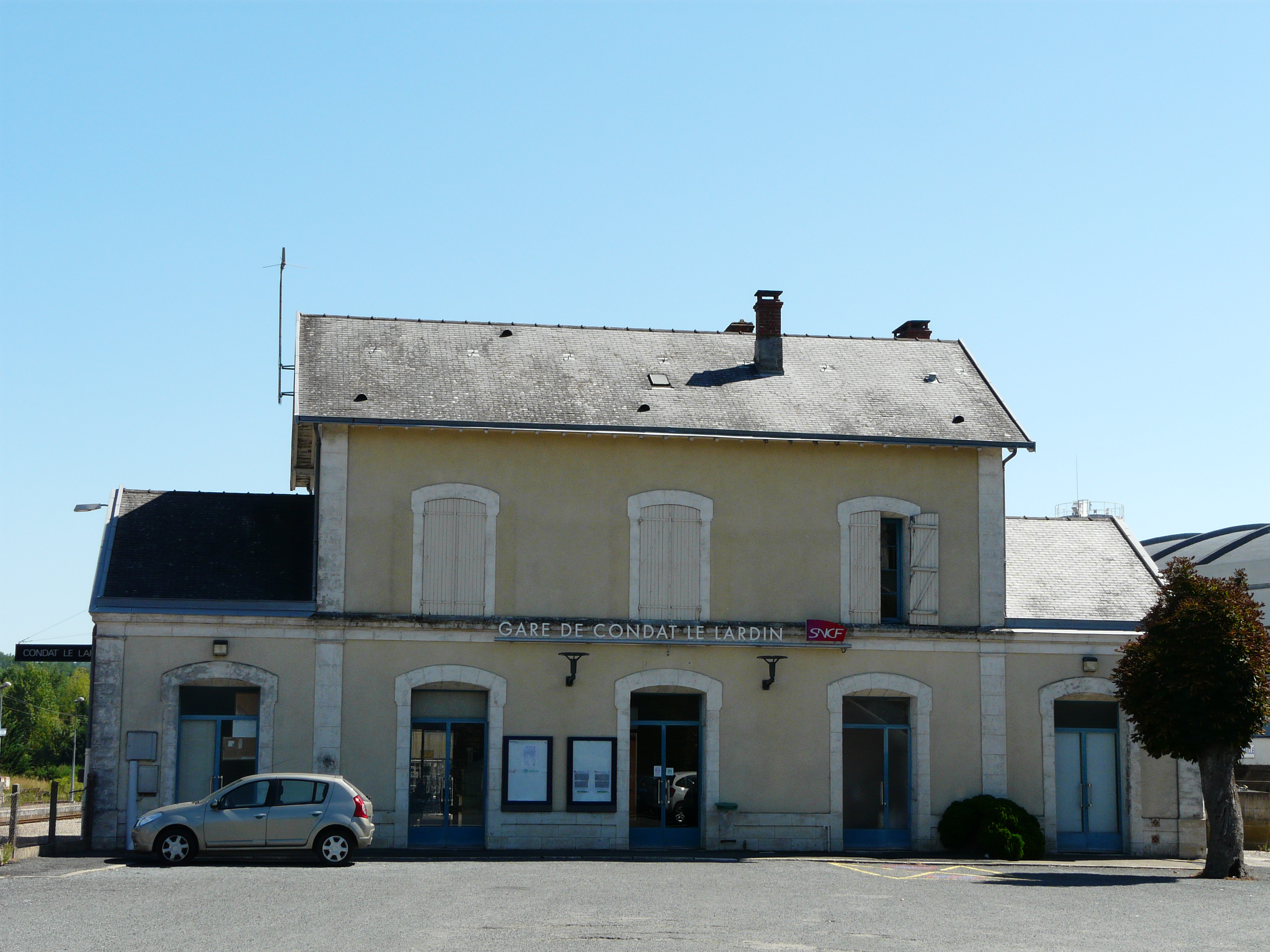
Вокзал